# Atlantic-Southeast-Airlines-Flug 2311
Atlantic-Southeast-Airlines-Flug 2311 (Flugnummer: EV2311) war ein Linienflug der Atlantic Southeast Airlines vom Flughafen Atlanta in Georgia zum Regionalflughafen in Brunswick, Georgia. Am 5. April 1991 verunglückte auf dem Flug eine Embraer EMB 120 im Landeanflug. Die Ursache war Kontrollverlust durch die starke Abnutzung im Bereich einer mechanischen Welle der Propellersteuerung und eine daraus resultierende Fehlstellung der Propellerblätter. Bei dem Absturz starben alle 23 Insassen, darunter der Astronaut Sonny Carter sowie der ehemalige Senator John Tower.

## Flugzeug
Das Flugzeug von Typ Embraer EMB 120 wurde am 30. November 1990 an Atlantic Southeast Airlines ausgeliefert und erhielt sein Lufttüchtigkeitszeugnis am 20. Dezember 1990. Vor dem Unfall hatte die Maschine 845 Starts und Landungen (cycles) bei 816 Betriebsstunden absolviert. Die Maschine war mit zwei Triebwerken vom Typ Pratt & Whitney PW118 ausgerüstet sowie Propellern des Typs Hamilton Standard 14RF-9. In den Wartungsbüchern war ein Treibstoffleck an der Verkleidung des Hilfstriebwerks als einziger Wartungspunkt vermerkt.
Die Maschine war nicht mit einem Flugdatenschreiber oder Cockpit Voice Recorder ausgerüstet; diese waren für kleinere Maschinen zum Zeitpunkt des Unfalls nicht vorgeschrieben.

## Besatzung
Der 34-jährige Kapitän der Maschine war seit 1981 bei Atlantic Southeast Airlines angestellt. Er besaß Musterberechtigungen für drei verschiedene Flugzeugtypen, darunter die EMB-120. Zum Zeitpunkt des Unfalls hatte er 11.724 Stunden Flugerfahrung, darunter 5720 in der EMB-120. Er war als Pilot in die Entwicklung der EMB-120 involviert gewesen und wurde durch den Hersteller geschult, diesen Flugzeugtyp zu fliegen. Seine Kenntnisse von der Technik des Flugzeugtyps galten als umfangreich und seine Leistungen als Pilot als ausgezeichnet.
Der 36-jährige Erste Offizier wurde im Juni 1988 durch Atlantic Southeast Airlines eingestellt. Er besaß eine Qualifikation zum Fluglehrer. Ihm wurde bei der vorangegangenen Körperuntersuchung durch die FAA ein medizinisches Zertifikat erster Klasse ausgestellt, das ihn zum Rang eines Kapitäns qualifizierte. Da seit der letzten Untersuchung jedoch mehr als 6 Monate vergangen waren, wurde es auf ein Zertifikat zweiter Klasse heruntergestuft, was dem Rang eines Ersten Offiziers entsprach. Zum Unfallzeitpunkt hatte er 3925 Stunden Flugerfahrung, davon 2795 auf der Embraer EMB-120.
Darüber hinaus befand sich eine Flugbegleiterin an Bord.

## Flugverlauf
Am Morgen des Unfalls erreichten die Piloten des Fluges 2311 den Regionalflughafen Dothan um 6:15 Uhr Ortszeit. Der Taxifahrer, der die Piloten abgeholt hatte, äußerte später, sie seien zu diesem Zeitpunkt frohen Mutes und sehr gesprächig gewesen. Die Besatzung flog zunächst nach Atlanta, von wo aus sie einen Hin- und Rückflug nach Montgomery in Alabama unternahm. Anschließend hatten die Piloten eine zweieinhalbstündige Pause, während der sie erholt und gesprächig gewirkt hätten.
Flug 2311 hätte ursprünglich mit einer anderen EMB-120 mit dem Luftfahrzeugkennzeichen N228AS bedient werden sollen. Da an dieser Maschine jedoch ein mechanisches Problem aufgetreten war, wurde N270AS für den Flug eingeteilt. Die Maschine hatte an dem Tag bereits vier Einzelflüge ohne Probleme absolviert. Um 13:47 Uhr Ortszeit hob Flug 2311 mit einer 23-minütigen Verspätung in Atlanta ab.
Um eine Schlechtwetterfront zu umfliegen, wich die Besatzung leicht von der gewöhnlichen Flugroute ab. Um 14:48 Uhr teilte die Besatzung der Flugsicherung von Jacksonville mit, dass sich der Flughafen in Sichtweite befinde. Die Besatzung erhielt eine Freigabe zum Anflug auf den Glynco Jetport im Sichtflug, die sie umgehend bestätigte.

## Unfallhergang
Spätere Zeugenaussagen verwiesen darauf, dass die Maschine in den letzten Momenten ungewöhnlich tief, in einer Höhe von 30 bis 60 Metern über dem Boden, geflogen sei. Die Maschine neigte sich dann augenblicklich um 90 Grad nach links, fiel im Sturzflug zu Boden und stürzte in ein Waldstück. Bei dem Aufprall kamen alle 23 Personen an Bord ums Leben.

## Unfalluntersuchung
Nach dem Unfall nahm das NTSB die Ermittlungen auf. Da mit Sonny Carter und John Tower zwei prominente Persönlichkeiten unter den Opfern waren, erhielt der Absturz große öffentliche Aufmerksamkeit.
Die Ermittler konnten im Rahmen der Flugunfalluntersuchung schnell ausschließen, dass eine Fehlfunktion der Flügelklappen oder Höhenruder den Unfall verursacht haben könnte, nach dem bei Flügen im Flugsimulator Piloten die Maschine unter solchen Bedingungen unter Kontrolle halten konnten. Da in den Triebwerken kleingehäckselte Blattreste vorgefunden wurden, konnte auch ein Triebwerksausfall ausgeschlossen werden.
Es wurde festgestellt, dass ein stark asymmetrischer Schub dazu führte, dass die Maschine nach links rollte und unkontrollierbar wurde. Die Untersuchung der Triebwerke und Propeller ergab, dass die Triebwerke beim Absturz normal liefen, jedoch eine Fehlfunktion der Propeller aufgetreten war, durch welche sich die Propellerblätter auf der linken Flugzeugseite fast senkrecht zur Flugrichtung ausgerichtet hatten. Dies hatte dazu geführt, dass die Maschine am rechten Triebwerk normalen Schub hatte, während auf der linken nicht nur Schub fehlte, sondern die Maschine durch die Stellung der Propellerblätter auch noch gebremst wurde.
Die Ermittler fanden an der Absturzstelle eine Welle sowie eine Buchse der Propellersteuerung, deren Innenverzahnung eine abnorm starke Materialabnutzung aufwies. Sie fanden heraus, dass der Hersteller der Propellermechanik, das Unternehmen Hamilton Standard, erst kürzlich die Konstruktion der Steuerwelle verändert hatte und nun ein härteres Material bei der Fertigung der Welle verwendete. Die unterschiedlichen Materialhärten führten nach Ansicht der Ermittler dazu, dass die Steuerwelle auf die Steuerbuchse wie eine Feile gewirkt und die Verzahnung abgerieben hatte.
Versuche, bei denen die defekte Welle in ein Testtriebwerk bei Hamilton Standard montiert wurde, konnten die These der Ermittler zu den Abläufen zunächst nicht bestätigen, bei dem am Boden befestigten Triebwerk gingen die Propeller mit der defekten Steuerwelle in Segelstellung. Es wurde daher ein Testflug durchgeführt, bei dem die Welle in das Triebwerk einer baugleichen Embraer EMB-120 montiert wurde. Um den Testpiloten nicht zu gefährdeten, wurde eine Sperre eingebaut, durch welche die Propellerblätter sich auf einen Winkel von nicht weniger als 22 Grad verstellen konnten. Die Propeller an der Unfallmaschine hatten sich in eine Stellung von 3 Grad bewegt, anstatt bei 79,2 Grad in Segelstellung zu gehen. Bei dem Testflug wanderte das Propellerblatt tatsächlich in die 22-Grad-Stellung und die Piloten berichteten, dass es ihnen unter diesen Umständen Mühe bereitete, die Maschine unter Kontrolle zu halten. Die Ermittler kamen zu dem Schluss, dass die Besatzung der Unfallmaschine nicht intervenieren konnte, da der Defekt plötzlich und unvorhersehbar zu dem Kontrollverlust geführt hatte. Spätere, an einem Flugsimulator durchgeführte Testflüge bestätigten den unabwendbaren Kontrollverlust bei einer Propellerstellung wie an der bei dem Unfall zerstörten Maschine.
Die Ermittler stellten ferner fest, dass die Fluggesellschaft gegen die Vorschriften durch die FAA hinsichtlich Ruhezeiten verstieß, indem ihre Dienstpläne so konzipiert waren, dass die Piloten nur etwa 5 bis 6 Stunden pro Nacht schliefen. Die Ermittler äußerten ihre Besorgnis über derartige Praktiken, die zu dieser Zeit in der Branche nicht unüblich waren, merkten jedoch gleichzeitig an, dass Übermüdung kein Faktor gewesen sei, der den Unfallhergang in irgendeiner Hinsicht beeinflusst habe.
In seinem Abschlussbericht vom 28. April 1992 stellte das NTSB fest, dass der mutmaßliche Grund des Absturzes ein Kontrollverlust gewesen sei. Dieser sei durch eine Fehlfunktion der Propellersteuerung verursacht worden, die es ermöglichte, dass die Propellerblätter sich in eine Fehlstellung bewegten. Zu dem Unfall beigetragen habe das Fehldesign der Propellereinheit durch Hamilton Standard sowie die Zulassung der betroffenen Bauteile durch die FAA.